# Список королей Лагоса
Король (оба) Лагоса (англ. Oba (king) of Lagos) — название лидера национальности йоруба, главы города Лагос (Нигерия). В настоящее время король не имеет политической власти, но его влияние на жителей Лагоса велико. Оба играет центральную роль в фестивале Эйо и занимается рекламой туризма в городе.

## История
Первым обой Лагоса стал Асипе, служивший в войсках обы Бенина в конце 1670-х годов. Асипа был награждён титулом Олориогуна (или «военного лидера») и получил разрешение обы Бенина управлять Лагосом. В некоторых Бенинских источниках утверждается, что Асипа являлся сыном или же внуком обы Бенина. В других источниках отмечается, что Асипа — это переиначенное йоруба бенинское имя Айсика-Хьенбор (в переводе — «мы не покинем это место»).
До британской интервенции оба Бенина имел бесспорное право короновать своего ставленника или подтвердить выбранного лагосцами человека на посту короля. 28 декабря 1851 года, после бомбардировки Лагоса обы стали независимы от Бенина, но попали в экономическую зависимость от Британской империи. Таким образом, Косоко стал последним королём Лагоса, платившим дань обе Бенина. Оба Акитои, который был возведён на трон британцами, отклонил последующие просьбы о дани от обы Бенина, полагаясь на защиту Королевского флота.
Первоначально правители Лагоса назывались Ологуна (производное от Олориогуна), и лишь позже стали именоваться королями, или обами, Лагоса.
Резиденция
Официальная резиденция короля с 1630 года — замок Ига Идунганран, построенный португальцами на острове Лагос.

## Список
| Имя и Даты жизни                               | Оригинал имени   | Начало правления | Конец правления  | Итоги правления | Источники                   |
| ---------------------------------------------- | ---------------- | ---------------- | ---------------- | --- | --------------------------- |
| Асипа (? — 1716)                               | Ashipa           | 1682             | 1716             | Первый король династии, назначен обой Бенина | [ 15 ] [ 16 ]               |
| Адо (? — 1755)                                 | Ado              | 1716             | 1755             | — | [ 17 ] [ 18 ]               |
| Габаро (? — 1760)                              | Gabaro           | 1755             | 1760             | Создан институт вождей местных племён, подчинённых обе Лагоса | [ 4 ] [ 19 ]                |
| Акинсемойин (? — 1775)                         | Akinsemoyin      | 1760             | 1775             | Учреждена торговля рабами с португальцами и бразильцами | [ 5 ] [ 20 ]                |
| Элету Кекере (? — 1780)                        | Eletu Kekere     | 1775             | 1780             | — | [ 21 ] [ 2 ]                |
| Ологун Кутере (? — 1806)                       | Ologun Kutere    | 1780             | 1806             | Правление ознаменовано подъёмом экономики Лагоса благодаря сворачиванию работорговли в Порто-Ново; построен боевой флот из каноэ                                                                         | [ 20 ] [ 23 ] [ 24 ]        |
| Адель Ажосун (? — 1837)                        | Adele Ajosun     | 1811             | 1821             | В первый раз. Изгнан в Бадагри, но в 1825 году предпринял безуспешную попытку вернуть трон с помощью Королевского флота                                                                                  | [ 2 ] [ 25 ]                |
| Осинлокун (? — 1829)                           | Osinlokun        | 1821             | 1829             | — | [ 20 ] [ 24 ]               |
| Идеву Оюлари (? — 1835)                        | Idewu Ojulari    | 1829             | 1835             | Был непопулярным в народе. В связи с обращением своих поданных за помощью к обе Бенина покончил жизнь ритуальным самоубийством                                                                           | [ 19 ] [ 20 ] [ 2 ]         |
| Адель Ажосун (? — 1837)                        | Adele Ajosun     | 1835             | 1837             | Во второй раз по приглашению лагосцев | [ 2 ] [ 26 ]                |
| Олуволе (? — 1841)                             | Oluwole          | 1837             | 1841             | Убит ударом молнии, тело опознано по королевским бусам | [ 19 ] [ 2 ] [ 24 ] [ 27 ]  |
| Акитое (? — 2 сентября 1853)                   | Akitoye          | 1841             | 1845             | В первый раз; свергнут племянником Косоко. Бежал в Бадагри, где сблизился с британскими властями | [ 19 ] [ 27 ] [ 28 ]        |
| Косоко (? — 1872)                              | Kosoko           | 1845             | 26 декабря 1851  | Свергнут при помощи британцев; в 1861 году ему было разрешено вернуться в Лагос — он получил титул Олойя Эреко и пенсию от британцев                                                                     | [ 19 ] [ 20 ] [ 26 ] [ 28 ] |
| Акитое (? — 2 сентября 1853)                   | Akitoye          | 26 декабря 1851  | 2 сентября 1853  | Во второй раз; провозглашена независимость от Бенина и упразднена работорговля | [ 19 ]                      |
| Досунму (1823 — март 1885)                     | Dosunmu          | 2 сентября 1853  | март 1885        | Палмерстон потребовал передать Британской империи Лагос, ввиду военной угрозы по договору уступил город                                                                                                  | [ 19 ] [ 27 ] [ 29 ]        |
| Ойекан I (1871 — 30 сентября 1900)             | Oyekan I         | март 1885        | 30 сентября 1900 | — | [ 19 ]                      |
| Эшугбайи Элеко (? — 24 октября 1932)           | Eshugbayi Eleko  | 30 сентября 1900 | 6 августа 1925   | В первый раз. В ходе финансового конфликта с колониальными властями был смещён с трона | [ 19 ] [ 30 ]               |
| Ибикунле Акитойе (1871 — июнь 1928)            | Ibikunle Akitoye | 26 июня 1925     | июнь 1928        | Одновременно с Эшугбайи Элеко, первый оба-христианин | [ 19 ] [ 31 ]               |
| Сануси Олуси (? — 1935)                        | Sanusi Olusi     | июнь 1928        | 1931             | Первый оба-мусульманин. После возвращения из ссылки Эшугбайи Элеко, был вынужден отречься от престола британцами                                                                                         | [ 4 ] [ 19 ]                |
| Эшугбайи Элеко (? — 24 октября 1932)           | Eshugbayi Eleko  | 1931             | 24 октября 1932  | Во второй раз; получил в дар от колониального правительства дом стоимостью 1000 фунтов и пенсию | [ 19 ] [ 33 ]               |
| Фалолу Досунму (? — 2 сентября 1949)           | Falolu Dosunmu   | 24 октября 1932  | 2 сентября 1949  | Возведён на трон в обход законного наследника обы Сануси Олуси, вследствие чего губернатором Дональдом Чарльзом Кэмероном был учреждён выборный комитет. 4 голоса были поданы за Досунму, а 2 — за Олуси | [ 19 ] [ 33 ]               |
| Адениджи Адель (13 ноября 1893 — 12 июля 1964) | Adeniji Adele    | 1 октября 1949   | 12 июля 1964     | Политический оппонент Ннамди Азикиве, был окончательно утверждён королём Судебным комитетом Тайного совета в 1957 году                                                                                   | [ 19 ] [ 34 ]               |
| Адеинка Ойекан (30 июня 1911 — 1 марта 2003)   | Adeyinka Oyekan  | 1965             | 1 марта 2003     | Второй оба-христианин. Известный пацифист, участвовал во Второй мировой войне медиком-сержантом в 81-й дивизии Британской армии, после работал в Министерстве здравоохранения Нигерии                    | [ 4 ] [ 19 ]                |
| Рилван Акиолу (род. 29 октября 1943)           | Rilwan Akiolu    | 9 августа 2003   | н. в.            | Действующий оба Лагоса, титул оспаривается потомками Акинсемойина в суде | [ 19 ]                      |